# Dominikanska republikens damlandslag i fotboll
Dominikanska republikens damlandslag i fotboll representerar Dominikanska republiken i fotboll på damsidan. Dess förbund är Federación Dominicana de Fútbol.